# Doppelsterne – Intuition eines Genies
Doppelsterne – Intuition eines Genies ist ein österreichischer Spielfilm von Lothar J. Riedl aus dem Jahr 2003, der das Leben Christian Dopplers zeigt.

## Handlung
Die eigentliche Storyline beginnt 1829 am Polytechnischen Institut in  Wien und endet bei Dopplers Tod in Venedig. 

## Produktion und Hintergrund
Er wurde unter anderem an Originalschauplätzen in Salzburg und Prag gedreht.